# Phare de Ponta da Piedade
Le phare de Ponta de Piedade est un phare situé sur la Ponta da Piedade dans la freguesia de Santa Maria (pt) de la municipalité de Lagos, dans le district de Faro (Région de l'Algarve au Portugal).
Il est géré par l'autorité maritime nationale du Portugal à Oeiras (Grand Lisbonne).

## Histoire
C'est une tour carrée en maçonnerie ocre jaune de 5,5 m de haut, au-dessus d'un bâtiment annexe, la lanterne est peinte en rouge. Il a été construit entre 1912 et 1913 sur la Ponta da Piedade, le site des ruines de la chapelle de Notre-Dame des Douleurs. Il est entré en service avec un appareil optique de quatrième ordre qui émettait cinq éclairs regroupés toutes les dix secondes à une hauteur focale de 51 mètres. La source lumineuse était une lampe à huile. En décembre 1923, la lumière devient un feu à occultations, avec une dissimulation de 2,5 secondes toutes les 69,5 secondes.
En 1952, le phare est électrifié avec l'alimentation du secteur. La lampe à huile est remplacée par une ampoule électrique donnant une portée de 15 milles nautiques, étendue plus tard à 18 milles nautiques. Quatre ans plus tard, un nouveau dispositif est monté avec une lentille de Fresnel de 4e ordre avec une portée de 36 km. Il a été automatisé en 1983.
Identifiant : ARLHS : POR042 ; PT-445 - Amirauté : D2174 - NGA : 3624.
|                  |
| Ponta da Piedade |

|          |
| Le phare |

|             |
| La lanterne |

### Lien connexe
- Liste des phares du Portugal